# Cyril Meir Scott
Cyril Meir Scott (Oxton, Regne Unit, 17 de setembre de 1879 - Eastbourne, East Sussex, Regne Unit, 31 de desembre de 1970) fou un compositor anglès.
Va fer els primers estudis musicals al Conservatori de Frankfurt del Main, perfeccionant la composició amb Iwan Knorr i el piano amb Lazzaro Uzielli, i tingué com a companys de classe a Henry Balfour Gardiner, Norman O'Neill, Roger Quilter i el menut Percy Grainger, encara que no tots hi eren al mateix temps. Tenien en comú una aversió cap a Beethoven, i es van fer coneguts com el "grup de Frankfurt".. Des de les seves primeres obres, concebudes i desenvolupades amb marcat esperit d'independència, s'assenyalà com un temperament poc adaptable a les limitacions del convencional en art.
Sense freturar les seves obres de sentiment melòdic, es nota en aquestes més bé la preocupació de dotar-les d'un ambient que assoleix una bellesa definida. Harmonista exquisit, se'l pot considerar com el Claude Debussy britànic; el seu estil té grans analogies amb el cèlebre compositor francès, tant en la vaguetat tonal com en el refinat de les harmonies.
De les seves composicions per a orquestra mereixen atenció especial una simfonia, una aubade, per a petita orquestra, dues rapsòdies, una arabesque, christmas (obertura), Aglavaine et Selyaette, obertura, Princesse Madeleina, obertura, Péleas et Mélisande, aquestes tres últimes per a drames de Maurice Maeterlinck, Labelle dame sans merci, escena lírica, Helen of Kirkconnel, escena lírica. Entre el més característic de la seva música instrumental figuren un concert per a piano i nombroses obres per aquest últim instrument, sextet amb piano, dos quartets, una sonata per a violí. Rusa (suite), pastoral (suite en estil antic), suite, L'Alchimiste (òpera)
Envers aquest compositor, el musicògraf A. Eaglefield Hull anglès va publicar, una interessant monografia titulada Cyril Scott, composer, poet and philosopher (1921).